# Bamendabülbül
Der Bamendabülbül (Phyllastrephus poensis) ist eine Vogelart aus der Familie der Bülbüls (Pycnonotidae).

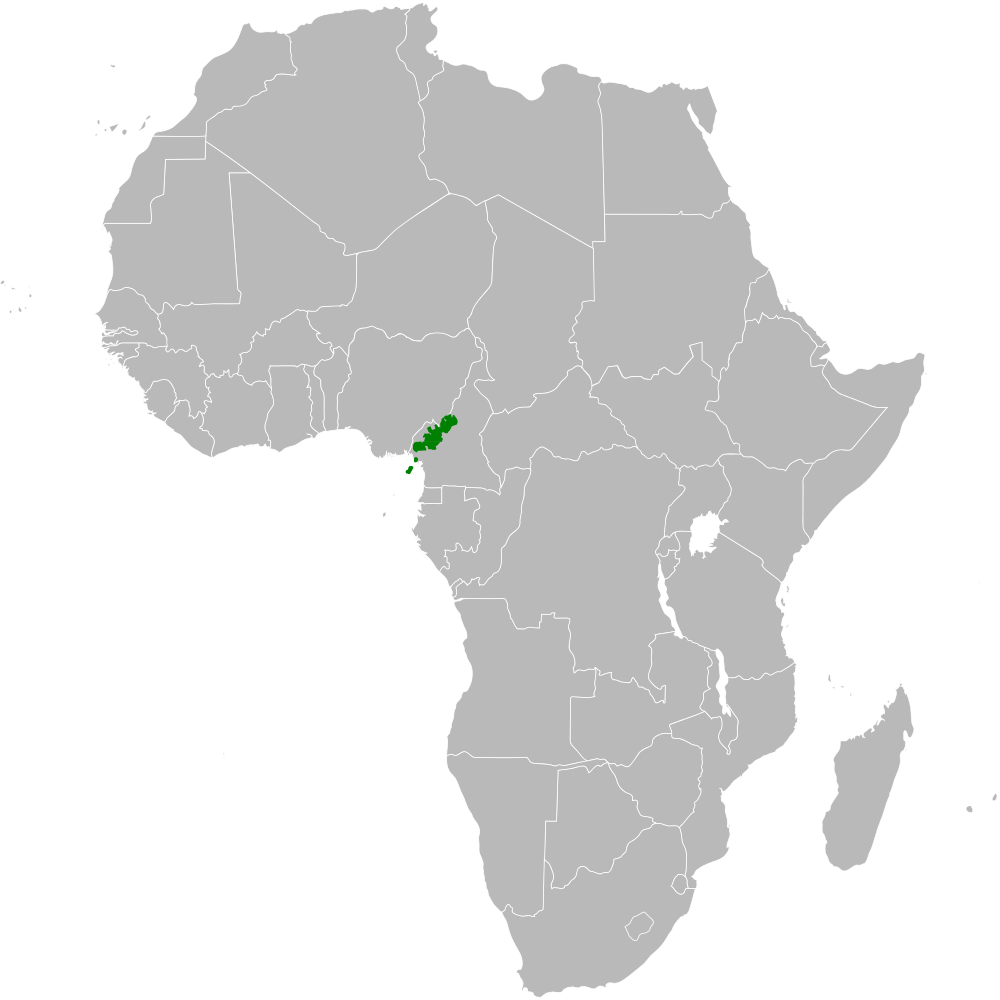
Vorkommen des Bamendabülbüls

Der Vogel kommt im Hochland von Nigeria auf dem Obudu- und Mambilla-Plateau sowie in Kamerun vom Tchabal Mbabo südlich bis zum Kamerunberg und in Bioko vor.
Der Lebensraum umfasst Bergwald und höher gelegenen Wald von 750 bis 2200 m Höhe.
Der Artzusatz bezieht sich auf den früheren Namen der Insel Bioko „Fernando Póo“ nach dem portugiesischen Seefahrer Fernão do Pó.

## Merkmale
Dieser Vogel ist etwa 18 cm groß, das Männchen wiegt 28–32, das Weibchen 24–25 g, ein mittelgroßer, unauffälliger Bülbül, mit ziemlich langem rötlichen Schwanz und zierlichem Schnabel. Zügel und Gesichtsseiten sind grau mit etwas blasserer Strichelung auf den Ohrdecken, ein grauer, unterbrochener Augenring ist nur angedeutet zu sehen, hinzu kommt ein dünner dunkler Augenstreif. Scheitel und Oberseite einschließlich der Flügel sind olivbraun, die Oberschwanzdecken und der Schwanz sind dunkel rotbraun. Die Kehle ist schmutzig weiß, Brust und Flanken sind blass olivbraun, an der Unterseite finden sich einzelne gelbliche Strichelungen. Die Unterschwanzdecken sind rötlich-braun. Die Iris ist dunkelbraun oder kastanienbraun. Der Schnabel ist schwarz mit blasseren Schneidkanten. Die Beine sind blau-grau. Die Geschlechter unterscheiden sich nicht, Weibchen sind lediglich im Mittel etwas kleiner. Jungvögel haben mehr Kastanienbraun an der Unterseite, ein bräunliches Brustband und einige rotbraune Federn auf der Unterseite.
Die Art ist dem Cabanisbülbül (Phyllastrephus cabanisi) ähnlich, auch hinsichtlich Stimme und Verhalten. Im bergigen Lebensraum gibt es kaum Verwechselbares, der Einfarbbülbül (Arizelocichla montana) ist ganz olivgrün, der Bergwaldbülbül (Arizelocichla tephrolaema) ist grün mit grauem Kopf und gelblicher Unterseite, der Goldbauchbülbül (Phyllastrephus poliocephalus) hat einen grauen Kopf und eine hellgelbe Unterseite.
Die Art ist monotypisch.

## Stimme
Der Ruf wird als unharmonische Folge von „chewp chop chop chip chewp chip cher“ und lautem, schimpfendem „kweep-kweep-kwerr-kweep-krr-kweep“ beschrieben.

## Lebensweise
Die Nahrung besteht hauptsächlich aus Insekten, auch Früchten. Die Art tritt paarweise, in kleinen Gruppen, regelmäßig auch in gemischten Jagdgemeinschaften auf. Meist hält sie sich im dickten Gestrüpp im Verborgenen auf.
Die Brutzeit liegt zwischen November und April im Kamerun, auf Bioko im November. Das Nest hängt 1,5 m über dem Erdboden in einem Busch und ist gut mit Moos getarnt. Das Gelege besteht wohl aus 2 Eiern.

## Gefährdungssituation
Der Bestand gilt als „nicht gefährdet“ (Least Concern).